# Ampelgading (Pemalang)
Ampelgading is een onderdistrict (kecamatan) in het regentschap Pemalang in de Indonesische provincie Midden-Java op Java, Indonesië.

## Verdere onderverdeling
Het onderdistrict Ampelgading is anno 2010 verdeeld in 16 kelurahan, plaatsen en dorpen:
| Plaats code | Naam kelurahan, plaatsen en dorpen | Inwoners in 2010 |
| ----------- | ---------------------------------- | ---------------- |
| 001         | Sokawati                           | 2.112            |
| 002         | Tegalsari Barat                    | 4.870            |
| 003         | Tegalsari Timur                    | 6.920            |
| 004         | Kemuning                           | 1.301            |
| 005         | Karangtalok                        | 5.161            |
| 006         | Wonogiri                           | 2.864            |
| 007         | Blimbing                           | 2.133            |
| 008         | Ampelgading                        | 2.534            |
| 009         | Cibiyuk                            | 3.083            |
| 010         | Karangtengah                       | 2.826            |
| 011         | Banglarangan                       | 3.207            |
| 012         | Losari                             | 4.726            |
| 013         | Ujunggede                          | 6.154            |
| 014         | Jatirejo                           | 5.668            |
| 015         | Kebagusan                          | 6.511            |
| 016         | Sidokare                           | 4.519            |